# 里兹基·朱尼安夏
里兹基·朱尼安夏（2003年6月17日—），印尼举重运动员，2022年世界锦标赛男子73公斤级银牌得主、2024年亚洲锦标赛男子73公斤级银牌得主、2024年夏季奥运会男子73公斤级金牌得主。